# Чарлз Вернон Бойз
Чарлз Ве́рнон Бойз (англ. Sir Charles Vernon Boys, FRS; 15 березня 1855, графство Ратленд — 30 березня 1944, Андовер) — британський фізик-експериментатор, член Лондонського королівського товариства.

## Біографічні дані
Чарлз Вернон Бойз народився 15 березня 1855 року і був восьмою дитиною у сім'ї Карла Бойза, вікарія Англіканської церкви у графстві Рутленд.
У 1873—1876 роках навчався у Королівській гірничій школі у Кембриджі, де у нього наставником був Фредерік Гатрі. У 1889—1897 роках — професор Королівського коледжу в Лондоні, у 1897—1943 роках працював у «Метрополітен газ рефері» і з 1897 року — професор Королівської гірничої школи.
Відомий своїми науковими роботами з оптики, механіки й теплотехніки. У 1895 році удосконалив крутильну вагу, за допомогою якої визначив гравітаційну сталу і густину Землі з більшою точністю ніж Генрі Кавендіш у своєму експерименті кінця XVIII століття.
Розробив метод визначення показника заломлення лінз (метод Бойза). Фотографував блискавку, електричні іскри. За допомогою високошвидкісних фотографічних методів досліджував поведінку рідин (1886).
У 1887 році винайшов радіомікрометр та вимірював ним тепло від Місяця і планет (зокрема, для температури поверхні Юпітера отримав значення менше від 100 °С). Сконструював газовий калориметр. У 1888 році виготовив тонкі волокна з кварцового скла і запропонував їх використовувати як торсіони для вимірювання дуже малих зусиль.
Був обраний членом Лондонського королівського товариства у 1888 році.
Бойз одружився з Маріон Амелією Поллок у 1892 році. Вона стала причиною скандалу через стосунки з математиком з Кембриджу Ендрю Форсайтом, в результаті чого Форсайт був змушений піти у відставку зі своєї посади. Бойз розлучився з Поллок у 1910 році, і вона згодом одружилася з Ендрю Форсайтом.
У 1896 році науковець був нагороджений Королівською медаллю Лондонського королівського товариства.
У 1916—1917 роках обіймає посаду президента Лондонського фізичного товариства.
Разом з американським винахідником Френком Шуманом займався розробленням конструкцій «сонячних котлів» (англ. Sun-boiler) схожих на сучасні параболічні сонячні колектори.
У 1924 за винахід газового калориметра нагороджений медаллю Румфорда.
Чарлз Вернон Бойз помер 30 березня 1944 року у місті Андовері.
На вшанування пам'яті вченого Лондонським фізичним товариством заснована премія імені Чарлза Бойза.